# William M. Adams
William M. Adams (Bill Adams; * 1955) ist ein britischer Geograph. Er ist Professor für Conservation and Development im Department of Geography an der University of Cambridge.

## Leben
Adams studierte zunächst Geographie und schloss mit einem B.A. ab, es folgte ein M.Sc. in Conservation an der University of London und eine Promotion zum Ph.D. in Cambridge.

## Arbeit
Bill Adams ist Mitglied der Political Ecology Gruppe. Er erforscht die Ideen hinter Naturschutzinitiativen und Ressourcen-Management sowie die Auswirkungen dieser Ideen in der Praxis.
Forschungsfelder sind (Stand 2011):
- Naturschutz von Landschaften die stark durch menschliche Einflüsse verändert wurden (Sahel, urbane Umwelt)
- die politische Ökologie von Naturschutz auf Landschaftsebene
- die institutionelle großräumige ökologische Restauration von Ökosystemen
- Ökosystemdienstleistungen und Schutzvorstellungen

## Publikationen

### Bücher (Auswahl)
- Leader-Williams, Adams und Smith (2010): Trade-offs in Conservation. Wiley-Blackwell. 400pp. doi:10.1002/9781444324907.
- Adams (2009): Green Development: Environment and Sustainability in a Developing World. 3rd edition, Routledge.
- Adams (Hrsg.) (2008): Conservation, Routledge.
- Adams (2003): Future Nature: A Vision for Conservation. Revised edition, Earthscan.
- Adams und Mulligan (Hrsg.) (2003): Decolonizing Nature: Strategies for Conservation in a Postcolonial Ea. Earthscan / James & James.